# Parigi-Bruxelles 1999
La Parigi-Bruxelles 1999, settantanovesima edizione della corsa, si svolse l'11 settembre 1999 su un percorso di 260 km, con partenza da Soissons e arrivo ad Anderlecht. Fu vinta dal lettone Romāns Vainšteins della Vini Caldirola-Sidermec davanti allo svizzero Beat Zberg e all'italiano Fabio Baldato.

## Ordine d'arrivo (Top 10)
| Pos. | Corridore         | Squadra                     | Tempo    |
| ---- | ----------------- | --------------------------- | -------- |
| 1    | Romāns Vainšteins | Vini Caldirola-Sidermec     | 5h59'00" |
| 2    | Beat Zberg        | Rabobank                    | s.t.     |
| 3    | Fabio Baldato     | Ballan-Alessio              | a 8"     |
| 4    | Léon van Bon      | Rabobank                    | s.t.     |
| 5    | Gert Vanderaerden | Palmans-Ideal               | a 10"    |
| 6    | Arvis Piziks      | Team Home-Jack & Jones      | a 11"    |
| 7    | Giuliano Figueras | Mapei-Quick Step            | s.t.     |
| 8    | Marco Serpellini  | Lampre-Daikin-Colnago       | s.t.     |
| 9    | Mirko Celestino   | Team Polti                  | s.t.     |
| 10   | Pascal Richard    | Mobilvetta Design-Northwave | s.t.     |